# IC 3079
IC 3079 ist eine Balken-Spiralgalaxie vom Hubble-Typ SBa im Sternbild Jungfrau auf der Ekliptik, die schätzungsweise 358 Millionen Lichtjahre von der Milchstraße entfernt ist. Unter der Katalogbezeichnung VCC 177 als Mitglied des Virgo-Galaxienhaufens aufgeführt.
Im selben Himmelsareal befinden sich u. a. die Galaxien IC 3101, IC 3055, IC 3063, IC 3068.
Das Objekt wurde am 7. Mai 1904 von Royal Harwood Frost entdeckt.